# الزاوية البكرية
الزاوية البكريّة وتُعرف أيضا باسم باسم السبعة رقود أي(النيام السبعة) هي زاوية من زوايا مدينة تونس، تقع بباب الأقواس، أصبحت اليوم روضة أطفال نموذجية.

## الموقع
تقع الزاوية بنهج بن عثمان.

## التّسمية

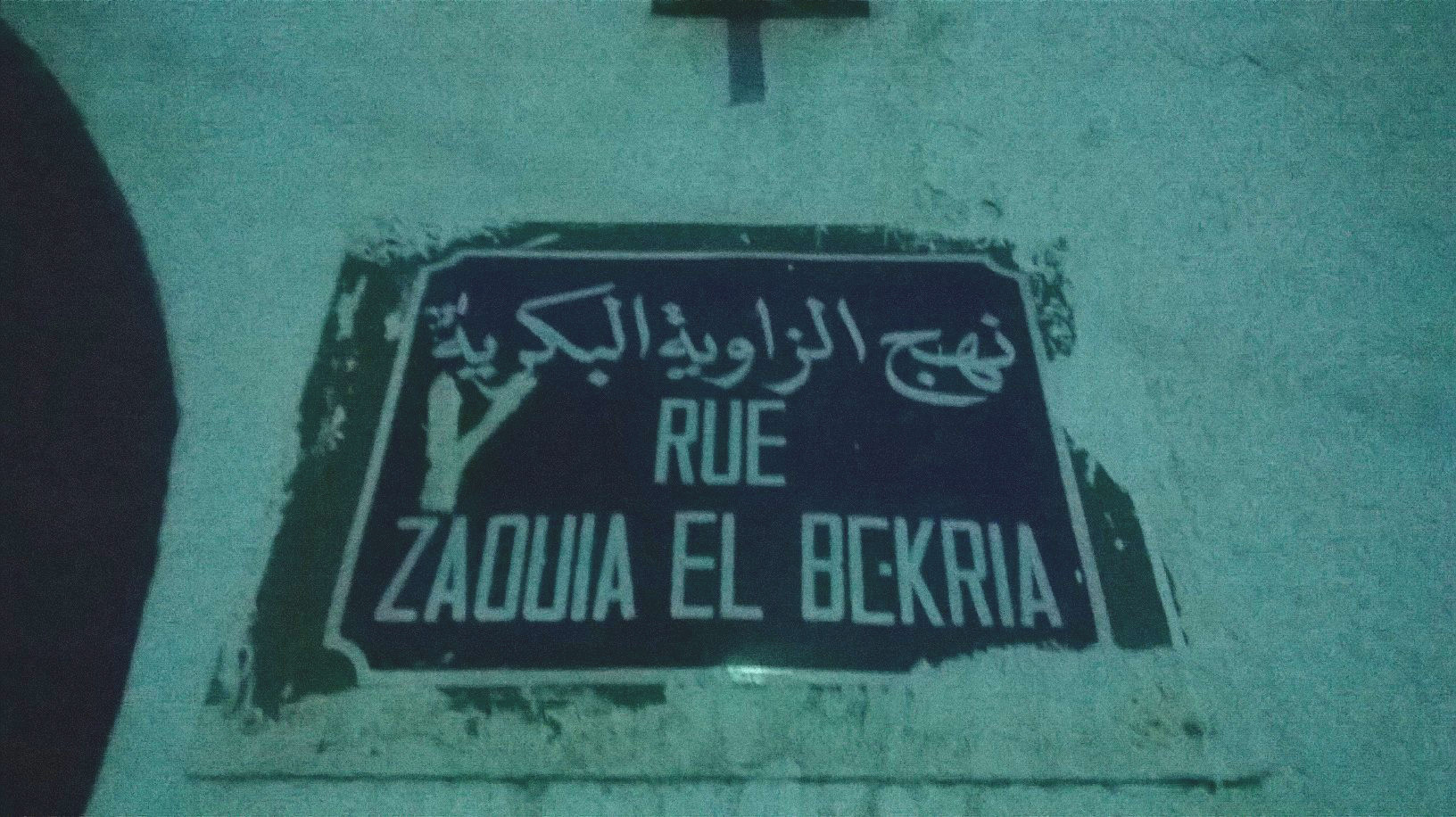
الزاوية البكرية

استمدّت الزّاوية تسميتها من اسم عائلة البكري التي أعطت العائلة البكرية لجامع الزيتونة عددا هاما من أئمته من بينهم تاج العارفين البكري. إلا أن سلالتهم انقطعت مع وفاة البشير البكري سنة 1360 هجري الموافق لسنة 1941 ميلادي، وكان مزارعا ثريا ووطنيا مناضلا ضدّ الاستعمار الفرنسي.

## التاريخ
بنى هذه الزاوية جد البكريين أبي بكر وكان ذلك في العهد الحفصي، كانت الزاوية البكرية في نفس الوقت زاوية ومدرسة مثلما كان حال مدارس أخرى من بينها المدرسة المرجانية.